# Kangdong-ku
Kangdong-ku (hangul:  강동구, handzsa:  江東區, RR: Gangdong-gu) Szöul 25 kerületének egyike.

## Tongok(Dongok)
- Amsza-tong (Amsa-dong) (암사동, 岩寺洞)
- Cshonho-tong (Cheonho-dong) (천호동, 千戶洞)
- Kangil-tong (Gangil-dong) (강일동, 江一洞)
- Kil-tong (Gil-dong) (길동, 吉洞)
- Kodok-tong (Godeok-dong) (고덕동, 高德洞)
- Mjongil-tong (Myeongil-dong) (명일동, 明逸洞)
- Szangil-tong (Sangil-dong) (상일동, 上一洞)
- Szongne-tong (Seongnae-dong) (성내동, 城內洞)
- Tuncshon-tong (Dunchon-dong) (둔촌동, 遁村洞)